# Parachanna insignis
Espèce
Statut de conservation UICN

 LC  : Préoccupation mineure
Parachanna insignis est une espèce de poissons d'eau douce de la famille des Channidae.

## Répartition
Ce poisson se rencontre au Gabon, en République du Congo et en République démocratique du Congo. Il est notamment présent dans la rivière Kwilu (République du Congo), dans le bassin de l'Ogooué (Gabon) et dans le bassin du Congo (République du Congo et République démocratique du Congo). Il partage également son aire de répartition avec Parachanna obscura dans certaines zones des bassins du Congo et de l'Ogooué.

## Description
Parachanna insignis peut mesurer jusqu'à 53 cm de longueur totale. C'est une espèce carnivore.[réf. nécessaire]

## Parachanna insigniset l'Homme
C'est une espèce comestible.[réf. nécessaire]

## Systématique
Le nom valide complet (avec auteur) de ce taxon est Parachanna insignis (Sauvage, 1884).
L'espèce a été initialement classée dans le genre Ophiocephalus sous le protonyme Ophiocephalus insignis Sauvage, 1884,.
Parachanna insignis a pour synonymes :
- Channa insignis (Sauvage, 1884)
- Ophiocephalus insignis Sauvage, 1884
- Parophiocephalus insignis (Sauvage, 1884)

### Étymologie
Son épithète spécifique, du latin insignis, « marqué », est présumé faire référence aux quatre ou cinq larges taches rondes de couleur noire présentes le long de sa ligne latérale.

### Publication originale
- H.-E. Sauvage, « Note sur des poissons de Franceville, Haut Ogooué », Bulletin de la Société zoologique de France, Paris, Société zoologique de France, vol. 9, nos 3-4,‎ 8 octobre 1884, p. 193-198 (ISSN 0037-962X et 2540-329X, OCLC 1715809, lire en ligne).